# Sedm Dvorů
Sedm Dvorů (německy Siebenhöfen) je vesnice, část města Moravský Beroun v okrese Olomouc. Nachází se asi 2 km na jih od Moravského Berouna. K roku 2011 zde žilo 98 obyvatel.
Sedm Dvorů je také název katastrálního území o rozloze 7,54 km2.

## Historie
První písemná zmínka o obci pochází z roku 1397. Po roce 1850 šlo o samostatnou obec v politickém a soudním okrese Šternberk, od roku 1950 v okrese Bruntál. Součástí Moravského Berouna se Sedm Dvorů stalo v roce 1961, spolu s ním pak roku 2005 přešlo do okresu Olomouc.

## Pamětihodnosti
- Krucifix stojí za zahradou čp. 15

## Galerie

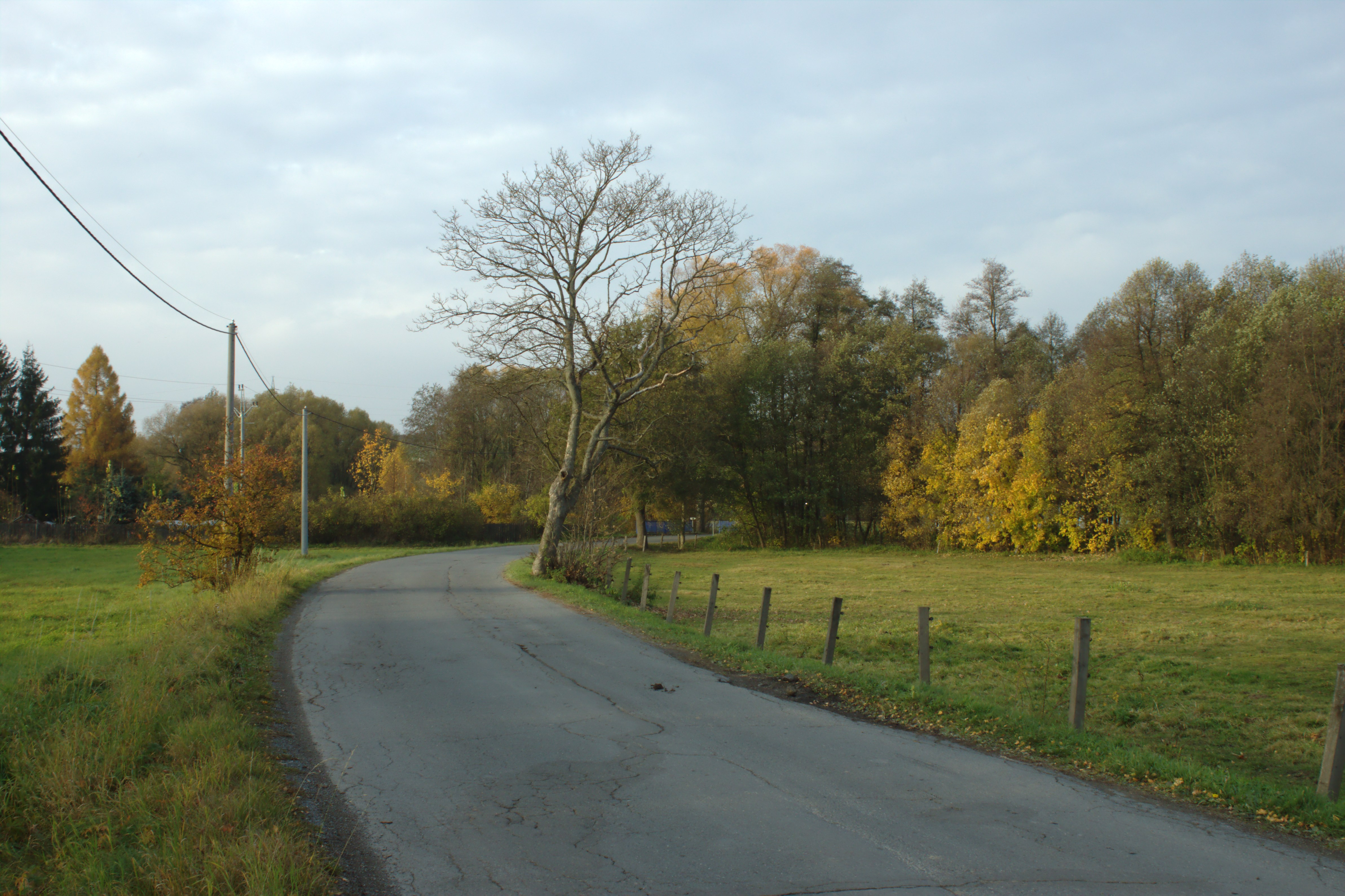
Silnice
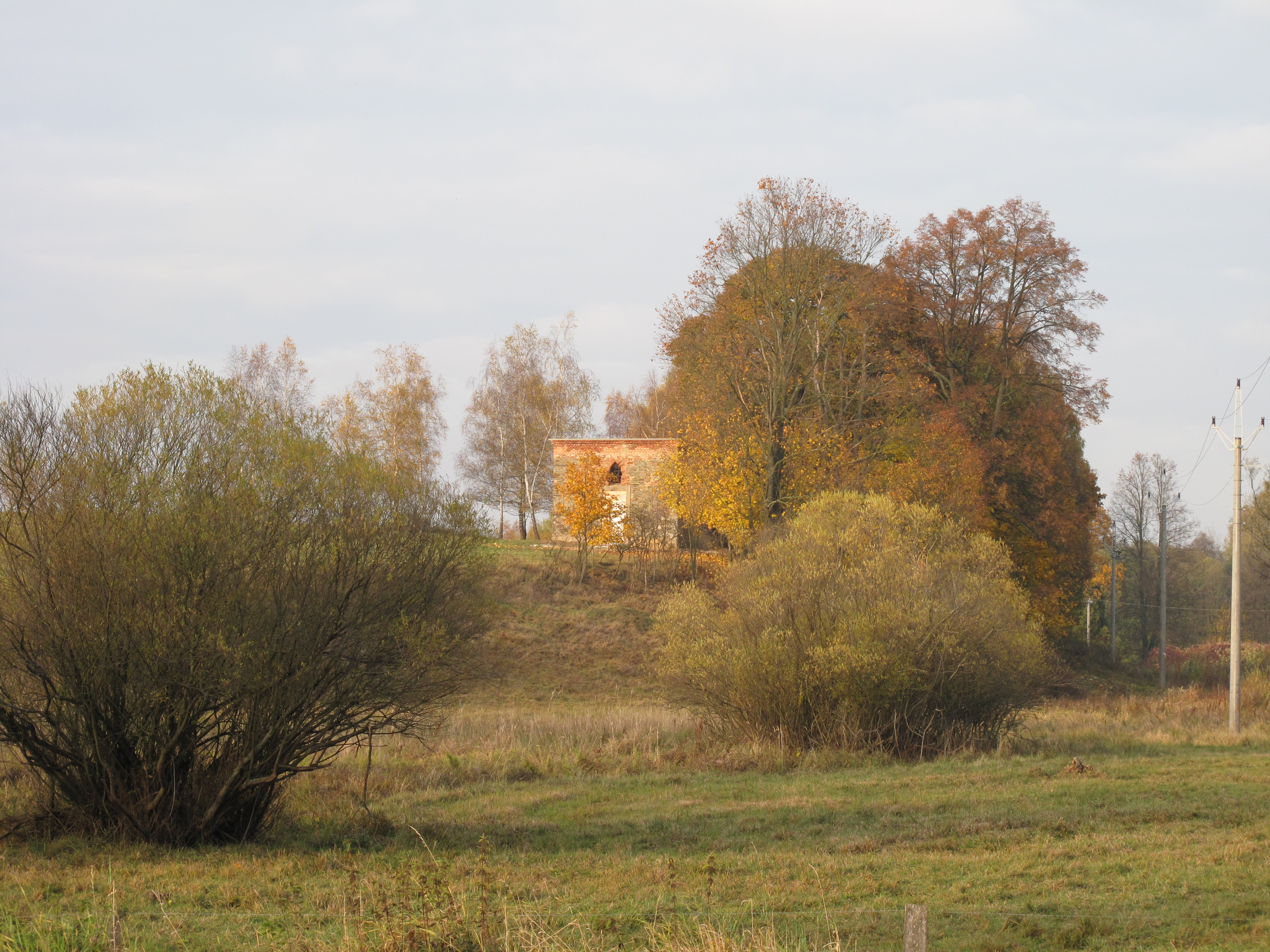
Ruina
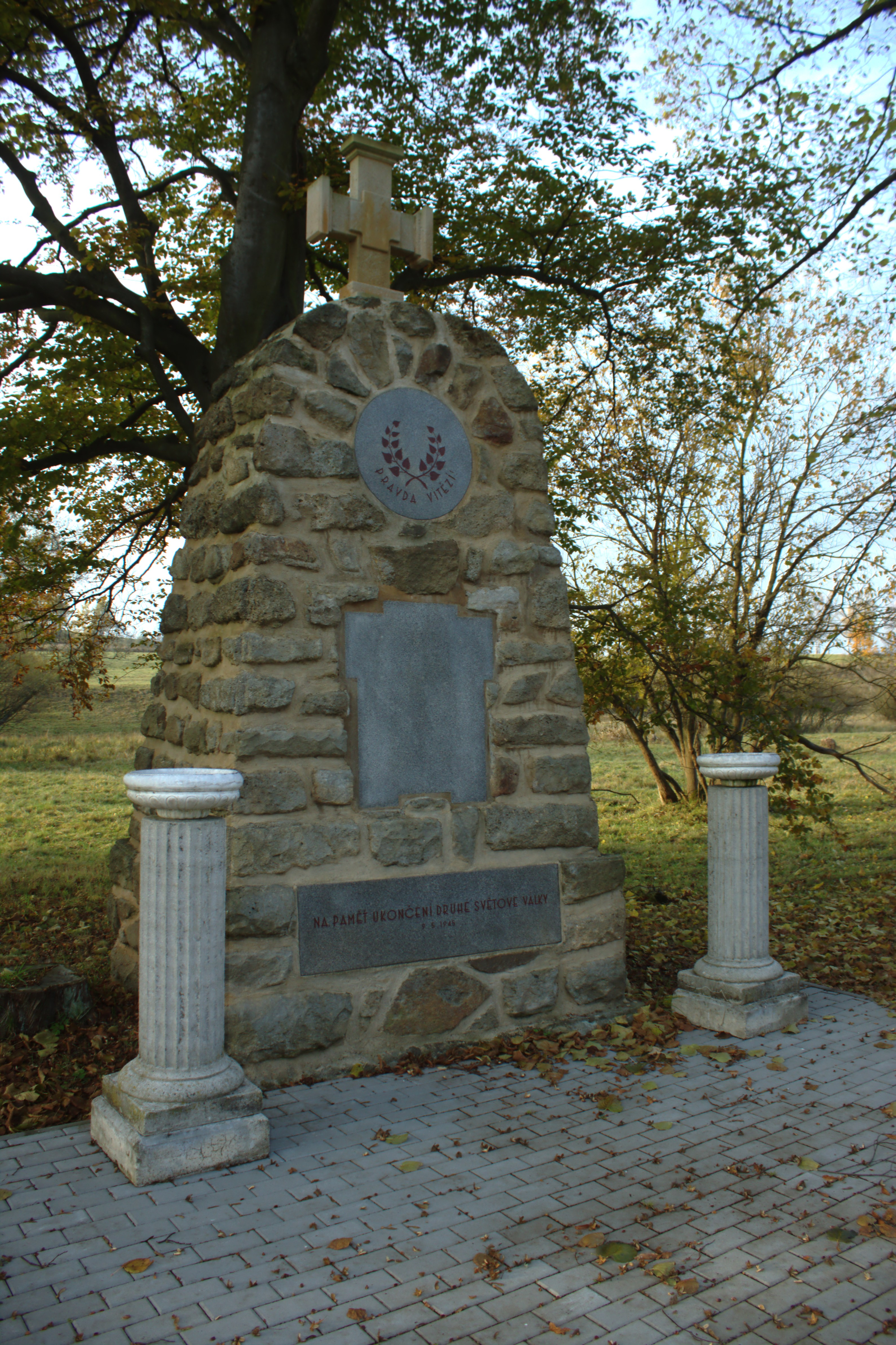
Památník